# Subangjaya
Subangjaya is een bestuurslaag in het regentschap Kota Sukabumi van de provincie West-Java, Indonesië. Subangjaya telt 14.062 inwoners (volkstelling 2010).